# Protoprioniodus
Genre
Protoprioniodus est un genre éteint de conodontes.

## Espèces
- †Protoprioniodus aranda
- †Protoprioniodus cowheadensis
- †Protoprioniodus nyinti
- †Protoprioniodus papiliosus
- †Protoprioniodus simplicissimus (type)
- †Protoprioniodus yapu

## Utilisation en stratigraphie
L'étage du Whiterock référe principalement au début du Trias moyen en Amérique du Nord. 
Le terme est souvent utilisé dans la littérature ancienne avec un sens global. 
Le Whiterock s'étale sur une période allant de 471.8 (ca. 472) à 462 m.a., soit une durée de près de 10 millions d'années. 
Officiellement, son début est défini comme la toute première occurrence des conodontes Protoprioniodus aranda ou Baltoniodus triangularis.